# ナミュール包囲戦 (1695年)
ナミュール包囲戦（ナミュールほういせん、英語: Siege of Namur）は大同盟戦争中の1695年7月2日から9月1日（グレゴリオ暦）にかけて行われた、スペイン領ネーデルラントのナミュールの包囲戦。アウクスブルク同盟の軍勢は1692年の包囲戦でフランス軍に占領されたナミュールを奪回、大同盟戦争におけるもっとも重要な戦闘と言われた。

## 背景
フランス軍はリュクサンブール公爵の指揮の元、フランス王ルイ14世が見届けた1692年の第一次包囲戦でナミュールを奪取した。ナミュールの防御工事は第一次包囲戦で城塞を守備したメンノ・フォン・クーホルンによって設計された。ナミュールが陥落した後、フランスのセバスティアン・ル・プレストル・ド・ヴォーバンは防御工事を大幅に改善した。サンブル川とマース川の合流点にあったため、ナミュール城はスペイン領ネーデルラントにおけるもっとも重要な要塞だった。

## 包囲
今回はフランス軍が守備に回り、ラ・ファリーズ城を本営としたアウクスブルク同盟軍総司令官ウィリアム3世とスペイン領ネーデルラント総督マクシミリアン2世エマヌエルは1695年7月2日に包囲を開始、翌3日にはナミュールが完全に包囲された。前回は守備軍だったメンノ・フォン・クーホルンが今回はナミュールを包囲した。
ヴォーバンにより築かれた外周の防御工事は7月18日までに同盟軍に突破された。イングランド軍とオランダ軍計5個大隊は8月3日にナミュールのブリュッセル門に強襲を仕掛け、フランス軍の指揮官ブーフレール公爵は降伏してナミュールの町を放棄した。このときの交渉により翌日から6日間停戦し、傷者の治療とナミュール城への撤退が許された。停戦の保証として高級将校が人質として好感された。6日間の停戦の後、包囲戦は再開した。
ヴィルロワ公爵は同盟軍をナミュールから引き離すべくブリュッセル砲撃を敢行したが、ブリュッセルは政治的には重要ではなく、砲撃の唯一の目的はブリュッセルの破壊だった。砲撃は8月13日から15日まで続いたが、ナミュールの包囲軍は動じなかった。ヴィルロワは続いてナミュールの包囲を解こうとしたが、ヴォーデモン公爵の軍に阻まれた。
1か月間抵抗した後、ブーフレールは自軍1万3千のうち8千を失って9月1日に降伏、城塞を明け渡した。同盟軍の損害は1万2千人だった。デインズとディクスムイデで同盟軍の捕虜をひどく扱い、また降伏の条件を破ったためウィリアム3世はブーフレールを釈放せずに留め置いた。

## 後世への影響

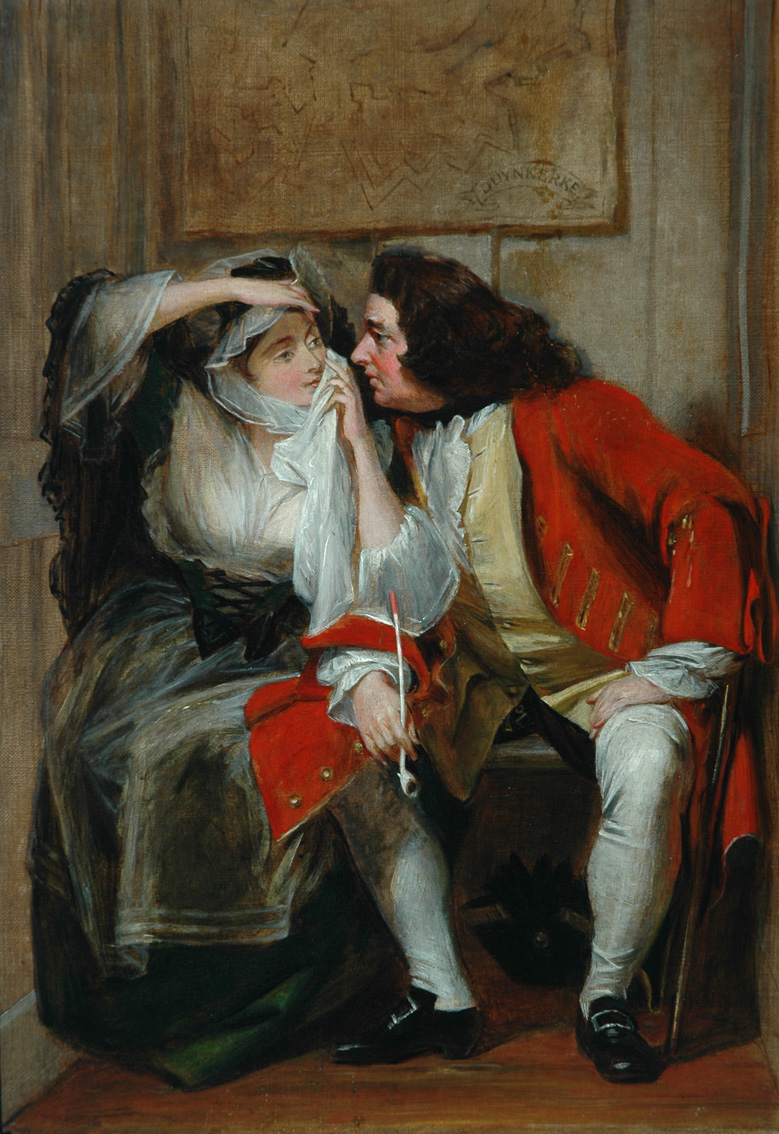
『トリストラム・シャイディ』――主人公の叔父、トウビー・シャンディ大尉が美しい未亡人ワドマンに包囲戦の模様を語る場面。

ブリュッセル砲撃は同盟軍のナミュールから引き剥がしには意味を成さなかったものの、戦史的な視点においては要塞を攻略・防衛する時代に終止符を打ったできごととする見解もある。近代戦における大規模な火力の前には要塞化された都市は無力であることが示されたことで、ヨーロッパにおける戦術は攻城戦から、初代マールバラ公やほかの指揮官達がスペイン継承戦争で選んだ直接的な会戦へと移行していった。
8月31日に3000名のイギリス軍兵士が行ったテラ・ノヴァ土塁に対しての突撃で、700名の擲弾兵が先陣を切ったできごとは、行進曲「ブリティッシュ・グレナディアーズ」の基となったとされる。
ジェフ. R. ロイドの小説、"Mother Ross; an Irish Amazon"（邦訳なし）は、ナミュール包囲戦とその後が物語の中心を成している。この作品は、18世紀初めにダニエル・デフォーが匿名で出版した小説、"The Life and Adventures of Mrs Christian Davies"（『クリスチャン・デイビス夫人の生涯と冒険』）を改作したもので、下敷きとなったデフォーの作品は、1693年にイギリス軍に男装して入隊し、この包囲戦に参加したアイルランド人女性、クリスチャン・デイビスことクリスチャン・キット・カヴァナーに取材したものである（ただし、近年ではこの小説がデフォーのものではないとする研究者もいる）。作者デフォーによれば、デイビス夫人がロイヤル・ホスピタル・チェルシーでの年金生活者となってから面会したようである。作品自体にはいくつか史実との食い違いが見られるものの、下士官の視点から見た包囲戦を描いた興味深い内容となっている。
ローレンス・スターンによる1760年の小説、『トリストラム・シャンディ』は、主人公トリストラムの叔父トウビーが「股ぐらに負傷した」ナミュール包囲戦を含め九年戦争（イギリスにとっての大同盟戦争）での数々のできごとについて言及している。作中、トウビーは彼の忠実な部下であるトリム伍長ともに、自宅の庭園に戦場を再現した模型を作り、トウビーの婚約者にして寡婦のワドマン夫人に見せる。ワドマン夫人は結婚の前にトビーの怪我のほどを確かめようとするが、トビーは攻城戦についての長々と込み入った説明で彼女の質問を煙に巻く。このエピソードとトビーの模型は、2006年公開の映画、『トリストラム・シャンディの生涯と意見』の劇中劇でも再現されている。
イギリス軍のなかで、14の旅団が「ナムーア　1695」に参加したことによって戦闘名誉章を受章している。受章した旅団は以下の通り：グレナディアガーズ、コールドストリームガーズ、スコッツガーズ、ロイヤル・スコットランド連隊、国王付スコティッシュ・ボーダラーズ、ロイヤル・アイリッシュ近衛歩兵連隊、ロイヤル・ウェールズ・フュージリア連隊、ロイヤル・ウォリックシャー連隊、クイーンズ・ロイヤル連隊 (ウェストサリー)、イースト・ヨークシャー連隊、ウェスト・ヨークシャー連隊、国王付ロイヤル連隊 、国王付ロイヤル・ボーダー連隊